# Koczkodanowate
Koczkodanowate, małpy wąskonose, makakowate (Cercopithecidae) – rodzina ssaków naczelnych z podrzędu wyższych naczelnych (Haplorrhini), określana czasem jako małpy ogoniaste w odróżnieniu od małp bezogoniastych, do których zaliczane są człekokształtne. Obejmuje kilkadziesiąt gatunków zamieszkujących Afrykę, Azję oraz Gibraltar, m.in. makaki, mangaby, koczkodany, gerezy, hulmany i langury. Prowadzą głównie nadrzewny, a niektóre naziemny tryb życia. Po ziemi poruszają się na czterech kończynach.

## Zasięg występowania i biotop
Zasięg występowania makakowatych obejmuje tereny od Gibraltaru na południu Europy, przez Afrykę północno-zachodnią, po Czarną Afrykę oraz na wschód – przez Azję Środkową po Azję Południowo-Wschodnią i Japonię.
Najstarsze ślady kopalne pochodzą z oligocenu Egiptu. W zapisie kopalnym stwierdzono ich obecność w Europie.

## Charakterystyka
Są to małpy średniej wielkości lub duże – najmniejsze koczkodany ważą ok. 1,5 kg, a największe samce mandryla mogą osiągnąć nawet do 50 kg masy ciała. Długość ciała waha się w przedziale od 30 do 75 cm. Część twarzowa czaszki jest dłuższa niż u człekokształtnych. Dłonie i stopy są nieowłosione, wszystkie palce zakończone płaskimi paznokciami. Kciuk i paluch są przeciwstawne – z wyjątkiem Colobus spp., u których kciuk jest zredukowany.
Na pośladkach występują nagnioty pośladkowe. Ogon obecny, czasem długi, u Macaca spp. krótki lub zredukowany, ale u żadnego z makakowatych nie jest chwytny. Sierść brązowa, zielonkawa lub o barwie mieszanej, u niektórych kontrastowa. U wielu gatunków jest wyraźnie zaznaczony dymorfizm płciowy przejawiający się w rozmiarach ciała (samice są mniejsze i lżejsze od samców), ubarwieniu lub uzębieniu (u samców występują charakterystyczne, długie kły).
Makakowate są aktywne w ciągu dnia. Żyją w grupach rodzinnych lub większych stadach.
Silnie rozwinięte mięśnie twarzy makakowatych są wykorzystywane do eksponowania stanów emocjonalnych (mimika), odgrywają dużą rolę w komunikacji wewnątrzgatunkowej.

## Systematyka
W rodzinie Cercopithecidae wydzielono dwie podrodziny różniące się wyraźnie morfologią i ekologią. Cercopithecinae są wszystkożerne, mają torby policzkowe i żołądek o prostej budowie.
- Cercopithecinae J.E. Gray, 1821 – koczkodany
- Colobinae Jerdon, 1867 – gerezy

Taksony o nieznanym lub wątpliwym zastosowaniu (nomen dubium):
- Simia Cercopithecus aygula monea Kerr, 1792
- Simia Papio cristata Kerr, 1792
- Simia faunus Linnaeus, 1758
- Simia Cercopithecus fuscus Kerr, 1792
- Simia Cercopithecus hircinus Kerr, 1792
- Simia maura Schreber, 1774
- Simia Cercopithecus nictitans barbatus Kerr, 1792
- Simia Cercopithecus silenus tie-tie Kerr, 1792
- Simia Cercopithecus sinicus pileatus Kerr, 1792
- Simia Veter Linnaeus, 1766
- Simia Cercopithecus viridens Kerr, 1792